# E118 (trasa europejska)
E118 – byłe oznaczenie drogi międzynarodowej w Europie w latach 1968–1983, przebiegającej na obszarze Wielkiej Brytanii (Irlandia Północna), a według niektórych źródeł także w Irlandii.
Według oficjalnych dokumentów droga E118 miała ustalony przebieg Larne – Belfast – Lisburn – Newry – Killeen. Łączyła się z trasami E117, E119, E122, E124, E125 i E126.
Oznaczenie to obowiązywało do początku lat 80., kiedy wprowadzono nowy system numeracji tras europejskich. Od tamtej pory numer E118 pozostaje nieużywany.

## Historyczny przebieg E118
Lista dróg opracowana na podstawie materiału źródłowego
| Wielka Brytania · ( Irlandia Północna) | - droga E118: Larne – autostrada - autostrada: E118 – Belfast - droga nr 4: Belfast – granica z Irlandią |
| Irlandia                               | - droga nr 1: granica z Wielką Brytanią – Dundalk - droga nr 1: Dundalk – Drogheda – Dublin              |